# نپول
نپول (به انگلیسی: Knapwell) یک محله مدنی و روستا در بریتانیا است که در کمبریج‌شر جنوبی واقع شده‌است. نپول ۱۱۰ نفر جمعیت دارد.